# Strážce duše
Strážce duše (Prendimi l'anima) je koprodukční životopisný film italského režiséra Roberta Faenza z roku 2002 inspirovaný životem ruské psychoanalytičky Sabiny Spielreinové, konkrétně jejím milostným vztahem se švýcarským psychoanalytikem Carlem Gustavem Jungem.

## Obsazení
| Emilia Fox               | Sabina Spielreinová |
| Iain Glen                | Carl Gustav Jung    |
| Jane Alexander           | Emma Jungová        |
| Craig Ferguson           | Richard Fraser      |
| Caroline Ducey           | Marie Franquin      |
| Viktor Sergačov          | Ivan Ionov          |
| Joanna David             | Sabinina matka      |
| Michele Melega           | Pavel               |
| Giovanni Lombardo Radice | Zorin               |
| Daria Galluccio          | Renata              |